# Ammeldingen an der Our
Ammeldingen an der Our is een plaats in de Duitse deelstaat Rijnland-Palts, en maakt deel uit van de Eifelkreis Bitburg-Prüm. Ammeldingen an der Our telt 20 inwoners. Het dorpje ligt aan de Our, die er de grens vormt met het Groothertogdom Luxemburg.

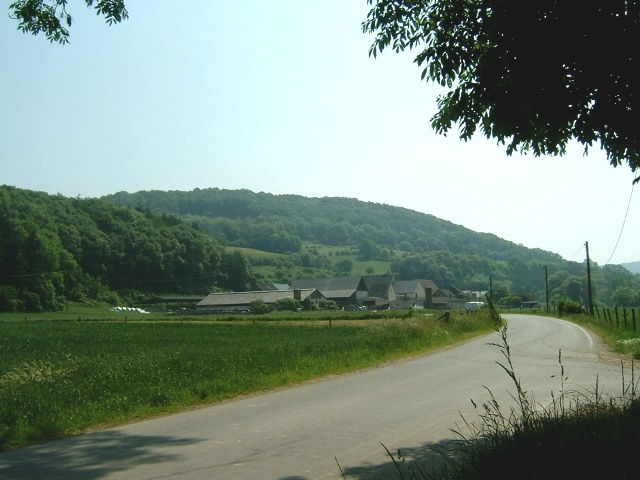
Zicht op Ammeldingen

## Bestuur
De plaats is een Ortsgemeinde en maakt deel uit van de Verbandsgemeinde Südeifel.

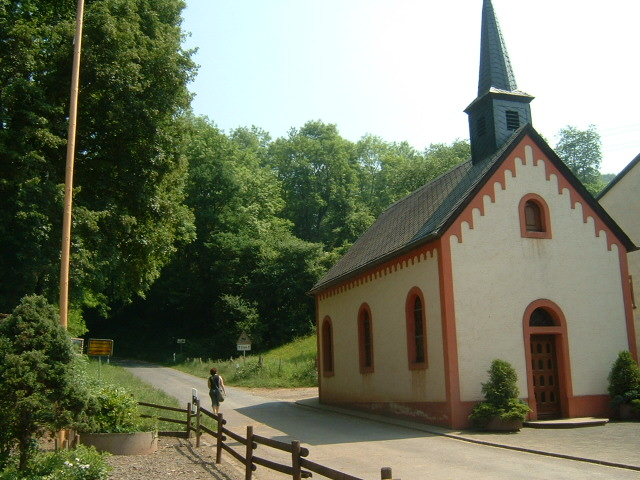
St. Wendel und St. Urban Kirche

Verbandsvrije stad:  Bitburg